# 女性化激素疗法
女性化激素疗法（英語：feminizing hormone therapy）是一种性别肯定激素治疗（GAHT）及性別重置療法，旨在将跨性別者的第二性征从男或中性转变为女性气质。用于治疗跨性別女性和非二元跨女个体。根据个人需要和偏好，一些人，特别是雙性人，但也包括一些双性恋者，也会采取这种形式的治疗。
该疗法的目的是引起患者希望成为的性别的第二性征的发育，例如乳房发育，女性化的毛发、脂肪和肌肉分布等。它无法消除自然青春期产生的许多变化，这可能需要手术和其他治疗来逆转（见下文）。用于女性化激素疗法的药物包括雌激素、抗雄激素、孕激素和促性腺素釋素（GnRH调节剂）。
女性化激素疗法已被证明可能缓解与性別不一致相关的痛苦或不适。

## 要求
许多医生按照世界跨性别人士健康专业协会（WPATH）的护理标准（SoC）模式运作，要求跨性别者接受心理治療并提供心理治疗师的推荐信，以便获得激素治疗。其他医生按照知情同意模式运作，除了同意之外，对性别肯定激素治疗（GAHT）没有任何要求。某些不受监管的互联网網路藥房也出售用于GAHT的药物，无需处方，一些跨性别女性购买这些药物并使用自己动手（DIY）或自我用药的方法自行治疗。许多跨性别者在"/r/TransDIY"和"/r/MtFHRT"等Reddit社区讨论和分享有关DIY激素治疗的信息。许多跨性别者转向DIY激素疗法的一个原因是，由于在世界某些地区（例如英国），看医生的费用通常很高，而且限制性标准使一些人没有资格接受治疗。
GAHT的可用性在全世界各个国家有所不同。

## 药物
| 药品                     | 商品名                                       | 类型                     | 途径               | 剂量                         |
| ------------------------ | -------------------------------------------- | ------------------------ | ------------------ | ---------------------------- |
| 雌二醇                   | 多种                                         | 雌激素                   | 口服               | 2–10毫克/日                  |
| 雌二醇                   | 多种                                         | 雌激素                   | 舌下               | 1–8毫克/日                   |
| 雌二醇                   | 康美华（Climara）                            | 雌激素                   | 透皮贴片           | 25–400微克/日                |
| 雌二醇                   | 迪维舒凝胶（Divigel）                        | 雌激素                   | 透皮凝胶           | 0.5–5毫克/日                 |
| 雌二醇                   | 多种                                         | 雌激素                   | 皮下植入           | 50–200毫克每6–24个月         |
| 戊酸雌二醇               | 补佳乐（Progynova）                          | 雌激素                   | 口服               | 2–10毫克/日                  |
| 戊酸雌二醇               | 补佳乐（Progynova）                          | 雌激素                   | 舌下               | 1–8毫克/日                   |
| 戊酸雌二醇               | Del雌激素（Delestrogen）                     | 雌激素                   | 肌肉注射，皮下注射 | 2–10毫克/周或 5–20毫克每2周  |
| 环戊丙酸雌二醇           | 狄波－雌二醇（Depo-Estradiol）               | 雌激素                   | 肌肉注射，皮下注射 | 2–10毫克/周或 5–20毫克每2周  |
| 二丙酸雌二醇             | Agofollin                                    | 雌激素                   | 肌肉注射，皮下注射 | 2–10毫克/周或 5–20毫克每2周  |
| 苯甲酸雌二醇             | 保女荣－B（Progynon-B）                      | 雌激素                   | 肌肉注射，皮下注射 | 0.5–1.5毫克每2–3日           |
| 雌三醇                   | 欧维婷（Ovestin）                            | 雌激素                   | 口服               | 4–6毫克/日                   |
| 螺内酯                   | 安体舒通（Aldactone）                        | 抗雄激素                 | 口服               | 100–400毫克/日               |
| 醋酸环丙孕酮             | 安得卡（Androcur）                           | 抗雄激素； 孕激素        | 口服               | 5–100毫克/日                 |
| 醋酸环丙孕酮             | 安得卡长效（Androcur Depot）                 | 抗雄激素； 孕激素        | 肌肉注射           | 300毫克/月                   |
| 比卡鲁胺                 | 康士得（Casodex）                            | 抗雄激素                 | 口服               | 25–50毫克/日                 |
| 恩扎卢胺                 | 安可坦（Xtandi）                             | 抗雄激素                 | 口服               | 160毫克/日                   |
| 促性腺激素释放激素类似物 | 多种                                         | 促性腺激素释放激素调节剂 | 多种               | 多变                         |
| 噁拉戈利                 | Orilissa                                     | 促性腺激素释放激素拮抗剂 | 口服               | 150毫克/日或 200毫克每日两次 |
| 非那斯特莱               | 保法止（Propecia）                           | 5α还原酶抑制剂           | 口服               | 1–5毫克/日                   |
| 度他雄胺                 | 安福达（Avodart）                            | 5α还原酶抑制剂           | 口服               | 0.25–0.5毫克/日              |
| 孕酮                     | Prometrium                                   | 孕激素                   | 口服               | 100–400毫克/日               |
| 醋酸甲羟孕酮             | 普维拉（Provera）                            | 孕激素                   | 口服               | 2.5–40毫克/日                |
| 醋酸甲羟孕酮             | 狄波－普维拉（Depo-Provera）                 | 孕激素                   | 肌肉注射           | 150毫克每3个月               |
| 醋酸甲羟孕酮             | 狄波－皮下普维拉104（Depo-SubQ Provera 104） | 孕激素                   | 皮下注射           | 104毫克每3个月               |
| 己酸羟孕酮               | 普罗路通（Proluton）                         | 孕激素                   | 肌肉注射           | 250毫克/周                   |
| 地屈孕酮                 | 达芙通（Duphaston）                          | 孕激素                   | 口服               | 20毫克/日                    |
| 屈螺酮                   | Slynd                                        | 孕激素                   | 口服               | 3毫克/日                     |
| 多潘立酮                 | 吗丁啉（Motilium）                           | 催乳素释放剂             | 口服               | 30–80毫克/日                 |
| 1. 2. 3. 4. 5.           |                                              |                          |                    |                              |

各种不同的性激素药物用于跨性别女性的女性化激素疗法。其中包括雌激素，用于诱导女性化并抑制睾酮水平；抗雄激素，如雄激素受体拮抗剂、抗促性腺激素、GnRH调节剂和5α还原酶抑制剂，以进一步对抗睾酮等雄激素的作用；以及孕激素，以获得各种可能但不确定的益处。雌激素与抗雄激素联合使用是跨性别女性女性化激素疗法的主流。

### 雌激素

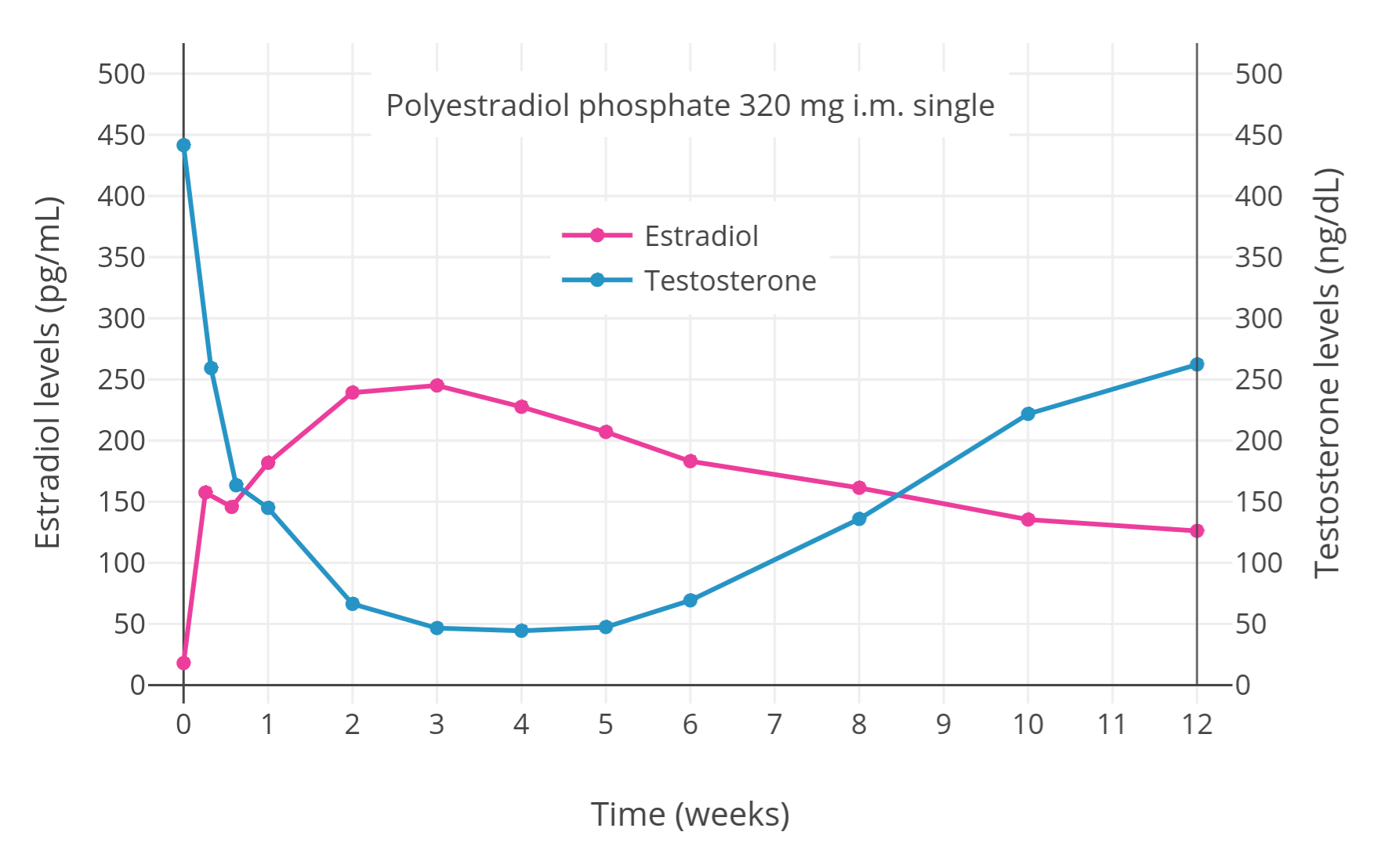
在患有前列腺癌的男性中，单次肌肉注射320 mg聚磷酸雌二醇（一种雌二醇酯聚合物和前体药物）后12周内的雌二醇和睾酮水平。展示肠外雌二醇抑制睾酮的水平。

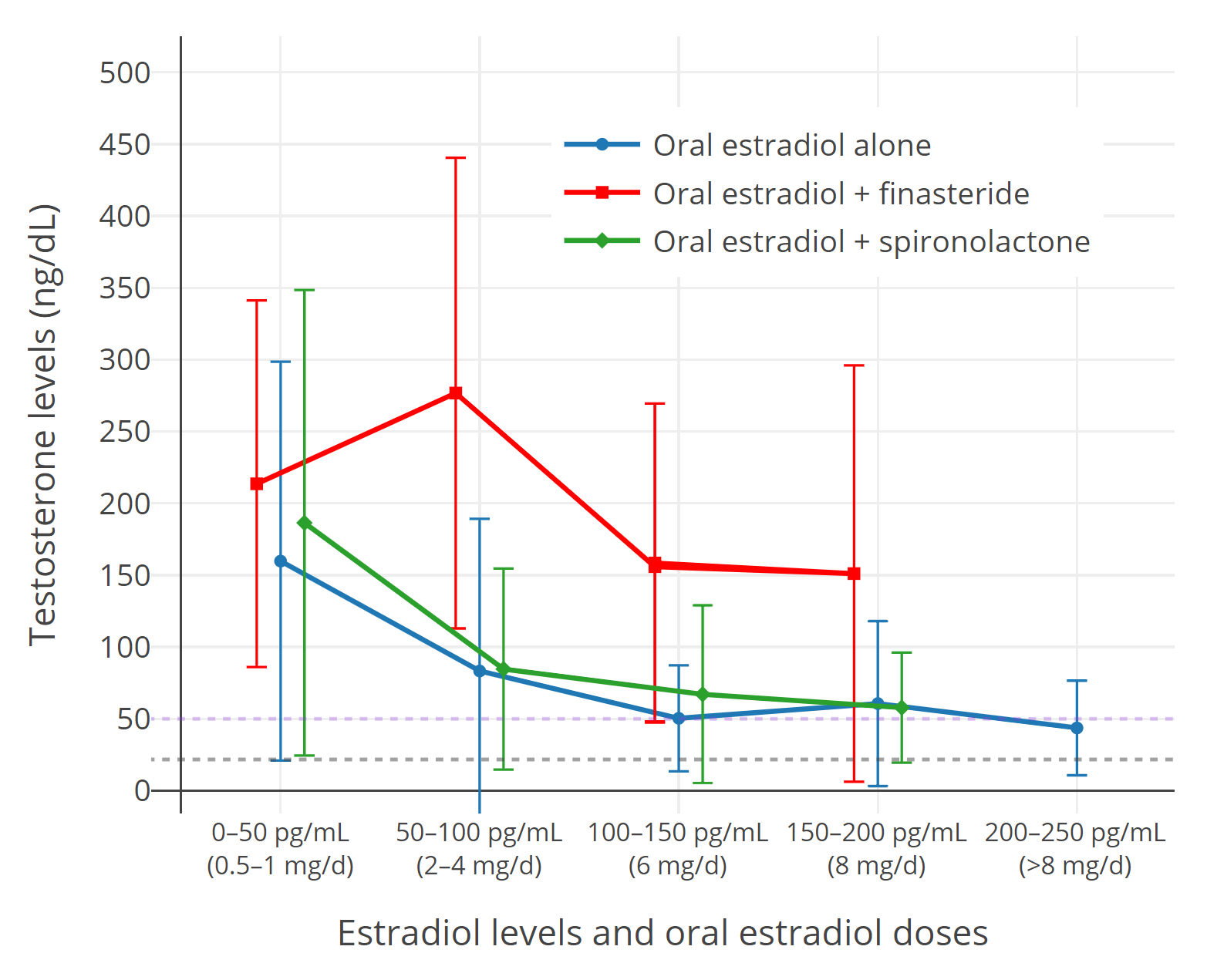
在跨性别女性中，单用口服雌二醇或联合抗雄激素治疗期间，睾酮水平与雌二醇水平（和相应雌二醇剂量）的关系。紫色虚线是女性/去势患者范围的上限（~50 ng/dL），灰色虚线是术后跨性别女性对照组的睾酮水平（21.7 ng/dL）。

雌激素是女性体内主要的性激素，负责发育和维持女性的第二性征，如乳房、宽臀部及女性的脂肪分布模式。雌激素通过结合并激活雌激素受体（ER）发挥作用，ER是它们在体内的靶点。有多种不同形式的雌激素可供医学使用。跨性别女性最常用的雌激素包括雌二醇，它是女性体内最主要的天然雌激素，以及雌二醇酯，如戊酸雌二醇和环戊丙酸雌二醇，它们是雌二醇的前体药物。用于绝经期激素治疗（MHT）的結合型雌激素（普力马），以及用于避孕药的炔雌醇，过去曾用于跨性别女性，但由于其血栓和心血管问题的风险较高，现在不再推荐，也很少使用。雌激素可通过口服、舌下含服、透皮/外用（通过贴片或凝胶）、直肠、肌肉或皮下注射或植入的方式给药。首选肠外（非口服）途径，因为这样血凝块和心血管问题的风险可最小或可忽略不计。
除了产生女性化外，雌激素还具有抗促性腺激素作用，抑制性腺产生性激素。雌激素主要负责抑制跨性别女性的睾酮水平。雌二醇水平在200 pg/mL及以上，可抑制睾酮水平约90%，而雌二醇水平在500 pg/mL及以上，可抑制睾酮水平约95%，或达到与睾丸切除术和GnRH调节剂相当的程度。较低的雌二醇水平也可以显著抑制睾酮的产生，但不完全。当单独的雌二醇不足以抑制睾酮水平时，可以使用抗雄激素来抑制或阻断残留睾酮的作用。口服雌二醇往往难以充分抑制睾酮水平，因为所产生的雌二醇水平相对较低。
在睾丸切除术（手术切除性腺）或性别重置手术前，用于跨性别女性的雌激素剂量通常高于用于顺性别女性的替代剂量。这有助于抑制睾酮水平。内分泌学会（2017）建议将雌二醇水平大致维持在绝经前妇女的正常平均范围内，约100至200 pg/mL。然而他们指出，这种生理水平的雌二醇通常无法将睾酮水平抑制到女性范围内。2018年考科藍的一项综述计划对将跨性别女性雌二醇水平保持在较低水平提出质疑，这会导致睾酮水平的不完全抑制，并且需要加入抗雄激素。综述计划指出，高剂量的非经肠雌二醇已知是安全的。内分泌学会本身建议注射会导致雌二醇水平明显超出正常女性范围的雌二醇酯剂量，例如每周10 mg戊酸雌二醇肌肉注射。单次注射，雌二醇峰值水平约为1,250 pg/mL，7天后200 pg/mL左右。当在睾丸切除术或性别重置手术后，不再需要抑制性腺睾酮时，可以减少雌激素的剂量。

### 抗雄激素
抗雄激素是防止体内雄激素作用的药物。雄激素，如睾酮和双氢睾酮（DHT），是有睾丸个体的主要性激素，负责发育和维持男性的第二性徵，如低沉的声音、宽阔的肩膀和男性化的毛发、肌肉和脂肪分布。此外，雄激素刺激性欲和自发勃起的频率，并导致痤疮、体臭和雄激素依赖性脱发。它们还在乳房中有功能性抗雌激素作用，并阻止雌激素介导的乳房发育，即使在低水平时也如此。雄激素通过结合并激活雄激素受体发挥作用，雄激素受体是它们在体内的靶点。抗雄激素阻止雄激素与雄激素受体结合，和/或阻断或抑制雄激素的合成，达到抗雄激素目的。
直接阻断雄激素受体的抗雄激素称为雄激素受体拮抗剂或阻滞剂，而抑制雄激素酶促生物合成反应的抗雄激素称为雄激素合成抑制剂，抑制性腺中雄激素产生过程的抗雄激素称为抗促性腺激素。雌激素和孕激素是抗促性腺激素，因此是功能性抗雄激素。在跨性别女性中使用抗雄激素的目的是阻断或抑制单雌激素无法抑制的残留睾酮。如果睾酮水平在正常女性范围内或接受了睾丸切除术，则不一定需要额外的抗雄激素治疗。然而，睾酮水平在正常女性范围内，但仍持续存在雄激素依赖性皮肤和/或头发症状（如痤疮、皮脂溢、油性皮肤或头皮脱发）的个体仍可能受益于服用抗雄激素，因为抗雄激素可以减轻或消除这些症状。

#### 甾体抗雄激素
甾体抗雄激素是在化学结构上类似于甾体激素如睾酮、孕酮的抗雄激素。它们是跨性别女性中最常用的抗雄激素药物。螺内酯（安体舒通）相对安全且价格低廉，是在美国最常用的抗雄激素药物。醋酸环丙孕酮（安得卡）未在美国上市，但在欧洲、加拿大和世界其他地区广泛使用。醋酸甲羟孕酮（普维拉，狄波－普维拉）是一种类似的药物，在美国有时用于代替醋酸环丙孕酮。

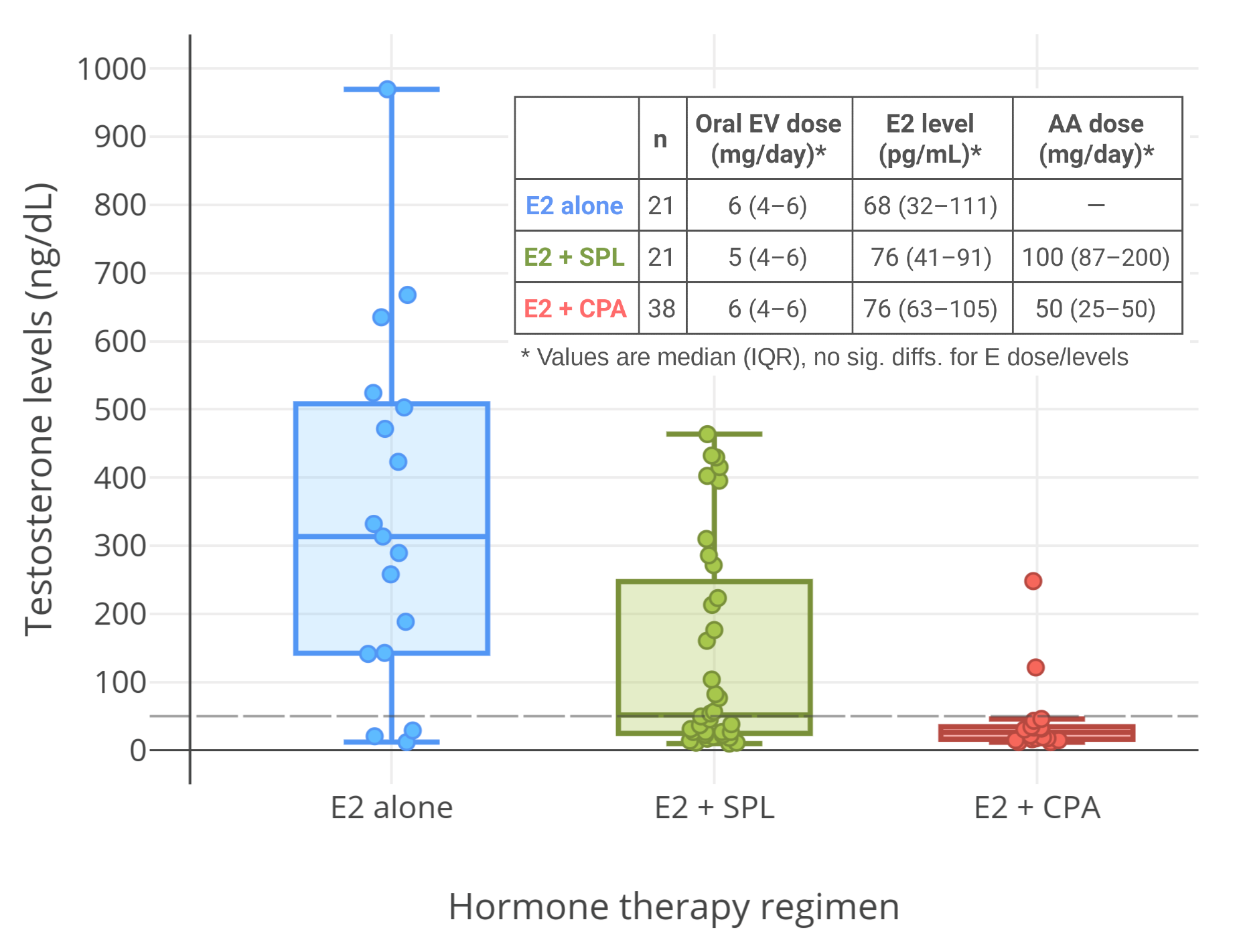
在跨性别人群中，单用雌二醇（E2）、或与抗雄激素（AA）如螺内酯（SPL）或醋酸环丙孕酮（CPA）联用时的睾酮水平。在几乎所有情况下，雌二醇都以口服戊酸雌二醇（EV）的形式使用。水平虚线是女性/去势患者范围的上限（~50 ng/dL)。

螺内酯是一种抗鹽皮質激素（盐皮质激素受体的拮抗剂）和保钾利尿剂，主要用于治疗其他利尿劑引起的高血壓、水肿、高醛固酮和低钾等，以及其他用途。螺内酯作为一种抗雄激素，最初是一种无意发现的次要作用。它主要通过作为雄激素受体拮抗剂，发挥抗雄激素作用。该药物也是一种弱甾体生成抑制剂，可抑制雄激素的酶促合成。然而，这种作用的效力很低，螺内酯对激素水平的影响参差不齐。在任何情况下，通常螺内酯不会改变睾酮水平。对跨性别女性的研究发现，螺内酯不会改变或降低睾酮水平。螺内酯一般认为是一种相对较弱的抗雄激素。它广泛用于治疗女性的痤疮、毛发过度生长和雄激素过多症，因女性的睾酮水平远低于男性。由于其抗盐皮质激素活性，螺内酯具有抗盐皮质激素的副作用，可导致高鉀血症。螺内酯导致的高钾可能导致住院和/或死亡，但在服用螺内酯的人群中，若本身没有高龄等风险因素，高钾风险似乎很小。因此，在大多数情况下可能不需要监测血钾水平。已发现螺内酯可降低高剂量口服雌二醇的生物利用度。尽管广泛使用，由于螺内酯用于该目的各种缺点，近来有人质疑，在跨性别女性中是否应将此药用作为抗雄激素药物。
醋酸环丙孕酮是一种抗雄激素和孕激素，可用于治疗多种雄激素依赖性疾病，也可用作避孕药中的孕激素。它主要作为抗促性腺激素起作用，这是因为其有强效孕激素活性，可强烈抑制性腺生产雄激素。已发现5至10 mg/天剂量的醋酸环丙孕酮可将男性的睾酮水平降低约50至70%，而100 mg/天的剂量可降低约75%。25 mg/天的醋酸环丙孕酮和适量雌二醇的组合可将跨性别女性的睾酮水平抑制约95%。与雌激素联合使用10、25和50 mg/天醋酸环丙孕酮均显示出相同程度的睾酮抑制。除了抗促性腺激素的作用外，醋酸环丙孕酮还是一种雄激素受体拮抗剂。然而，这种作用在低剂量时相对微不足道，在用于治疗前列腺癌的高剂量醋酸环丙孕酮中（100-300 mg/天）时更为重要。醋酸环丙孕酮可导致肝酶升高和肝损伤，包括肝功能衰竭。然而，这主要发生在服用非常高剂量醋酸环丙孕酮的前列腺癌患者身上；跨性别女性尚未报告肝毒性。醋酸环丙孕酮还有其他多种副作用，如疲勞和体重增加，以及如血栓和良性脑瘤等风险。在醋酸环丙孕酮治疗期间，建议定期监测肝酶和催乳素水平。
醋酸甲羟孕酮是一种与醋酸环丙孕酮有关的孕激素，有时作为后者的替代。在美国专门用作醋酸环丙孕酮的替代品，因为醋酸环丙孕酮尚未批准用于医疗用途且无法获得。醋酸甲羟孕酮抑制跨性别女性的睾酮水平，效果与醋酸环丙孕酮类似。已发现口服醋酸甲羟孕酮可在20至100 mg/天的剂量范围内，将男性的睾酮水平抑制约30至75%。然而，与醋酸环丙孕酮相比，醋酸甲羟孕酮不同时是雄激素受体拮抗剂。醋酸甲羟孕酮的副作用和风险与醋酸环丙孕酮相似，但与肝脏问题无关。
许多其他孕激素和抗促性腺激素也用于抑制男性的睾酮水平，并且可能对跨性别女性也有用。单独使用孕激素通常能够将男性的睾酮水平抑制最多约70%至80%，在以足够高的剂量使用时能达到略高于女性/去势水平。足量孕激素与极小剂量雌激素（例如，每天口服0.5-1.5 mg雌二醇）的组合在抗促性腺激素作用方面具有协同作用，并且能够完全抑制性腺睾酮的产生，从而降低睾酮水平到女性/去势范围。

#### 非甾体抗雄激素
非甾体抗雄激素是非甾体类抗雄激素，因此在化学结构方面与甾体激素无关。这些药物主要用于治疗前列腺癌，但也用于治疗痤疮、面部/体毛过度生长和女性高雄激素水平等其他目的。与甾体抗雄激素不同，非甾体抗雄激素对雄激素受体具有高度选择性，可作为纯雄激素受体拮抗剂。然而，与螺内酯类似，它们不会降低雄激素水平，而是仅通过阻止雄激素激活雄激素受体来发挥作用。非甾体抗雄激素是比甾体抗雄激素更有效的雄激素受体拮抗剂，因此，与GnRH调节剂一起，在前列腺癌的治疗中已在很大程度上取代了甾体抗雄激素。
已用于跨性别女性的非甾体抗雄激素包括第一代药物氟他胺（优力霉）、尼鲁米特（Anandron，Nilandron）和比卡鲁胺（可苏多）:477。存在更新且更有效的第二代非甾体抗雄激素药物，如恩杂鲁胺（安可坦）、阿帕鲁胺（安列康）和达洛鲁胺（Nubeqa），但由于没有仿制药且尚未用于跨性别女性，因此价格非常昂贵。氟他胺和尼鲁米特具有相对较高的毒性，包括相当大的肝损伤和肺病风险。由于其风险，现在已经限制且不鼓励在顺性别和跨性别女性中使用氟他胺。临床上氟他胺和尼鲁米特已在很大程度上被比卡鲁胺取代，到2000年代中期，比卡鲁胺占美国非甾体抗雄激素处方的近90%。相对于氟他胺和尼鲁米特，以及与醋酸环丙孕酮相比，比卡鲁胺具有出色的耐受性和安全性。它对女性几乎没有副作用。然而，尽管比卡鲁胺的耐受性和安全性大大提高，但仍有很小的肝酶升高风险，并且与非常罕见的肝损伤和肺病病例有关。
对于希望保持性欲、性功能和/或生育能力的跨性别女性来说，相比于抑制睾酮水平并能极大破坏这些功能的抗雄激素，如醋酸环丙孕酮和GnRH调节剂等，比卡鲁胺等非甾体类抗雄激素可能是一个特别有利的选择。然而，雌激素会抑制睾酮水平，高剂量会显着破坏性欲、功能和生育能力。此外，长期暴露后，雌激素对性腺功能和生育能力的破坏可能是永久性的。

#### GnRH调节剂
GnRH调节剂是抗促性腺激素，因此是功能性抗雄激素。在男性和女性中，下丘脑都会产生促性腺激素释放激素（GnRH），并诱导垂体分泌两种促性腺激素，黄体生成素（LH）和促卵泡激素（FSH）。促性腺激素向性腺发出信号，以制造睾丸激素和雌二醇等性激素。GnRH调节剂结合并抑制GnRH受体，从而阻止促性腺激素释放。因此，GnRH调节剂能够完全关闭性腺性激素的产生，并且可以将男性和跨性别女性的睾酮水平降低约95%，或与手术去势相当。GnRH调节剂通常也称为GnRH类似物。然而，并非所有临床使用的GnRH调节剂都是GnRH的类似物。
GnRH调节剂有两种类型：GnRH激动剂和GnRH拮抗剂。这些药物对GnRH受体具有相反的作用，但矛盾的是具有相同的治疗效果。GnRH激动剂，例如亮丙瑞林（柳菩林）、戈舍瑞林（诺雷德）和布舍瑞林（舒摄癌），是GnRH受体超激动剂，其作用是使GnRH受体深度脱敏，从而使受体失去功能。这是因为GnRH通常以脉冲形式释放，但GnRH激动剂持续存在，这导致受体过度下调，并最终完全丧失功能。在治疗开始时，由于GnRH受体的急性过度刺激，GnRH激动剂与激素水平的“耀斑”效应有关。在男性中，LH水平增加高达800%，而睾酮水平增加至基准的约140%至200%。然而，GnRH受体逐渐脱敏。睾酮水平在大约2到4天后达到峰值，在大约7到8天后恢复到基准水平，并在2到4周内降至去势水平。抗促性腺激素如雌激素和醋酸环丙孕酮，以及非甾体抗雄激素如氟他胺和比卡鲁胺，可以预先使用或同时使用，以减少或预防由GnRH激动剂引起的睾酮激增影响。与GnRH激动剂相比，GnRH拮抗剂，例如地加瑞克（辅美康）和恶拉戈利（艾伯维），通过与GnRH受体结合但不激活它来发挥作用，从而将GnRH从受体中置换出来并阻止其激活。与GnRH激动剂不同，GnRH拮抗剂没有初始激增效应。治疗效果立竿见影，性激素水平在几天内降至去势水平。
GnRH调节剂对跨性别女性抑制睾酮非常有效，并且在伴随雌激素治疗性激素缺乏时几乎没有副作用。然而，GnRH调节剂往往非常昂贵（在美国，通常为每年10,000美元至15,000美元），并且经常被醫療保險拒绝。GnRH调节剂治疗远不如手术去势经济，而且从长期来看也不如手术去势方便。由于成本原因，许多跨性别女性买不起GnRH调节剂，必须使用其他通常不太有效的睾酮抑制选择。而在英国，GnRH激动剂被规定为跨性别女性的标准做法，英国國民保健署（NHS）给付这些药物。这与欧洲其他地区和美国形成鲜明对比。GnRH调节剂的另一个缺点是它们中的大多数是肽并且没有口服活性，需要通过注射、植入或鼻喷雾给药。然而，非肽类和口服活性GnRH拮抗剂恶拉戈利（艾伯维）和瑞卢戈利（Relumina）分别于2018年和2019年推出用于医疗用途。但它们受到专利保护，并且与其他GnRH调节剂一样，目前非常昂贵。
无论性别，对于符合相应指标的青少年，GnRH调节剂可用于在一段时间内阻止不希望的青春期变化，亦不会诱导患者当前的认同性别发生任何变化。GnRH调节剂在临床、道德和法律上安全的最早年龄，以及使用多长时间上，存在相当大的争议。世界跨性别人士健康专业协会第六版的护理标准允许从谭纳阶段II开始使用GnRH调节剂，但直到16岁才允许使用激素，期间可能跨越五年或更长时间。除了在青春期中的作用外，性甾醇还有其他重要的功能，一些可能被认为是男性化的骨骼变化（如身高增加）不受GnRH调节剂的阻碍。

#### 5α还原酶抑制剂
5α还原酶抑制剂是5α还原酶的抑制剂，是一种特异性雄激素合成抑制剂。5α还原酶是一种酶，负责将睾酮转化为更有效的雄激素双氢睾酮（DHT）。5α还原酶有三种不同的亚型，1、2和3型，这三种亚型在体内表现出不同的表达模式。相比睾酮，DHT作为雄激素受体激动剂，效力高出2.5到10倍。因此，5α还原酶可显著增强睾酮的作用。然而，5α还原酶仅在特定组织中表达，如皮膚、毛囊及前列腺，因此，睾酮转化为DHT仅发生在身体的某些部位。此外，男性的总DHT和游离DHT的循环水平非常低，分别约为睾酮的1/10和1/20，并且DHT在各种组织中被有效地灭活为弱雄激素，例如肌肉、脂肪及肝脏。因此人们认为，DHT作为一种全身性雄激素的作用很小，而更多的是作为一种以组织特异性方式局部增强睾酮雄激素作用的手段。在男性生殖系统发育和维持（特别是阴茎、阴囊、前列腺和精囊）、男性型面部/体毛生长和头皮脱发中，5α还原酶将睾酮转化为DHT的过程起着重要作用，但在男性化的其他方面几乎没有作用。除了5α还原酶参与的雄激素信号传导外，它还分别将孕酮和睾酮等甾体激素转化为别孕烷醇酮和雄烷二醇等神经甾体。
5α还原酶抑制剂包括非那雄胺和度他雄胺。非那雄胺是2型和3型5α还原酶的选择性抑制剂，而度他雄胺是5α还原酶的所有三种亚型的抑制剂。非那雄胺可以将循环DHT水平降低多达70%，而度他雄胺可以将循环DHT水平降低多达99%。相反，5α还原酶抑制剂不会降低睾酮水平，实际上可能会略微增加。5α还原酶抑制剂主要用于治疗良性前列腺增生症，即前列腺因DHT的刺激变得过大并导致令人不快的泌尿生殖系统症状的病症。它们还用于治疗男性和女性的雄激素依赖性头皮脱发。这些药物能够防止男性进一步的头皮脱发，并可以恢复一些头皮的毛发密度。相反，5α还原酶抑制剂在治疗女性头皮脱发方面的有效性尚不清楚。这可能是因为女性的雄激素水平要低得多，它们在头皮脱发中的作用可能不那么重要。5α还原酶抑制剂也用于治疗女性多毛症（身体/面部毛发过度生长），对这种适应症非常有效。已发现度他雄胺在治疗男性头皮脱发方面明显比非那雄胺更有效，这归因于其更完全地抑制5α还原酶并进而减少DHT的产生。除了抗雄激素用途外，5α还原酶抑制剂还发现可以减少女性经前烦躁症的不良情感症状。这被认为是由于5α还原酶抑制剂在月經週期的黃體期中阻止了孕酮转化为别孕酮。
5α还原酶抑制剂有时与雌激素和/或其他抗雄激素联合使用，作为跨性别女性女性化激素治疗的组成部分。它们的有益效果可能仅限于改善头皮脱发、体毛生长以及可能的皮肤症状，如痤疮。然而，很少有人对5α还原酶抑制剂在跨性别女性中进行临床研究，其在该组中的有效性和安全性的证据有限。此外，5α还原酶抑制剂仅具有轻微和特异性的抗雄激素活性，不推荐作为一般抗雄激素药物。
5α还原酶抑制剂副作用最小，男性和女性都能很好地耐受。在男性中，最常见的副作用是性功能障碍（发生率0.9-15.8%），其中可能包括性欲下降、勃起功能障碍和射精减少。男性的另一个副作用是乳房变化，例如乳房胀痛和男性乳腺发育（发生率2.8%）。由于雄激素和/或神经甾醇水平降低，5α还原酶抑制剂可能会略微增加抑鬱的风险（发病率约为2.0%）。有报道称，即使在停用5α还原酶抑制剂后，仍有一小部分男性可能会出现持续的性功能障碍和不良情绪变化。5α还原酶抑制剂对男性的一些可能的副作用，例如男性乳房发育症和性功能障碍，实际上是许多跨性别女性可喜的变化。无论如何，在跨性别女性中使用5α还原酶抑制剂时可能需要谨慎，因为这个群体已经处于抑郁和自殺的高风险中。

### 孕激素
孕酮是一种孕激素，是女性体内两种主要性激素中的另一种。主要参与女性生殖系统、月經週期、妊娠、哺乳的调节。孕酮的非生殖作用是相当微不足道的。与雌激素不同，孕酮不参与女性第二性徵的发育，因此被认为不会导致女性个体女性化。就孕酮对女性的影响而言，一个特别令人感兴趣的领域是乳房发育。雌激素负责乳腺管和结缔组织的发育以及女孩青春期乳房脂肪的沉积。相反，高水平的孕酮与其他激素如催乳素一起，是怀孕期间乳腺泡成熟的原因。这样可以在分娩后进行哺乳和母乳喂养。虽然孕酮在怀孕期间会导致乳房发生变化，但在停止母乳喂养后，乳房会退化并恢复到怀孕前的组成和大小。每次怀孕，小叶泡的成熟都会重新发生。
孕激素有两种类型：孕酮，它是体内天然及生物相同的激素；和孕激素类，它们是合成孕激素。临床上使用的孕激素有几十种。某些孕激素，即醋酸环丙孕酮及醋酸甲羟孕酮，如前所述，由于其抗促性腺激素作用有助于抑制跨性别女性的睾酮水平，因此被高剂量用作功能性的抗雄激素。但除了睾酮抑制的具体作用外，目前没有其他跨性别女性可使用孕激素的适应症。因此，在跨性别女性中使用孕激素是有争议的，且不作为常规处方推荐使用。除孕酮、醋酸环丙孕酮和醋酸甲羟孕酮外，据报道在跨性别女性中使用的其他孕激素包括己酸羟孕酮、地屈孕酮、醋酸炔诺酮和屈螺酮。一般来说，孕激素类在很大程度上具有与孕激素相同的作用，理论上任何孕激素类都可以用于跨性别女性。
跨性别女性使用孕激素的临床研究非常有限。一些患者和临床医生根据传闻和主观主张认为，孕激素可能会带来益处，例如改善跨性别女性的乳房和/或乳头发育、情绪和性欲。目前没有临床研究支持此类报告。没有临床研究评估跨性别女性使用孕酮的情况，只有几项研究比较了跨性别女性使用孕激素（特别是醋酸环丙孕酮和醋酸甲羟孕酮）与不使用孕激素的情况。尽管这些研究的结果质量有限，但报告称孕激素对跨性别女性的乳房发育没有益处。在有限的临床经验中也是如此。这些报告与完全雄激素不敏感综合征女性的正常甚至高于平均水平的乳房发育一致，这些女性缺乏孕激素，且在组织学检查中没有发现乳腺小叶泡发育。值得注意的是，构成小叶泡组织的上皮組織通常（在怀孕和哺乳期之外）仅占乳房组织的10%至15%。尽管孕酮对乳房发育的影响尚不确定，但由于乳房局部液体潴留，孕酮被认为会在月經週期引起可逆的乳房增大。这可能会产生误导性的乳房生长外观，并可能导致跨性别女性使用孕酮改善乳房大小和/或形状流言。
孕激素在乳房中具有一定抗雌激素作用，例如降低雌激素受体的表达及增加雌激素代谢酶的表达，因此已用于治疗乳房疼痛和良性乳腺疾病。直到接近青春期结束时，女性青春期的孕酮水平通常都不会显着增加，而此时顺性别女孩的大部分乳房发育已经完成。此外，有人担心在乳房发育过程中过早接触孕激素是非生理性的，可能会影响最终的乳房发育结果，尽管这一概念目前仍处于理论阶段。尽管孕激素在青春期乳房发育中的作用尚不确定，但孕酮对于怀孕期间乳腺小叶泡成熟至关重要。因此，任何希望哺乳或母乳喂养的跨性别女性都需要孕激素。一项研究发现，在接受雌激素和高剂量醋酸环丙孕酮治疗的跨性别女性中，组织学检查发现乳腺小叶肺泡完全成熟。然而，随着醋酸环丙孕酮的停药，小叶泡发育逆转，这表明持续的孕激素暴露对于维持组织是必要的。
就孕激素对性欲的影响而言，一项研究评估了使用地屈孕酮来改善跨性别女性的性欲，但没有发现任何益处。另一项研究同样发现，口服孕酮并不能改善顺性别女性的性功能。
孕激素可能有副作用。口服孕酮具有抑制性神经甾体作用，可产生镇静、情绪变化和酒精样作用等副作用。许多孕激素具有脱靶活性，例如雄激素、抗雄激素、糖皮质激素和抗鹽皮質激素活性，这些活性同样会产生不良副作用。此外在绝经后妇女中，与单独使用雌激素治疗相比，在雌激素治疗中添加孕激素会增加血栓、心血管疾病（如冠心病和中風）和乳癌的风险。虽然不知道孕激素的这些健康风险是否同样发生在跨性别女性中，但不能排除它们确实如此。高剂量孕激素会增加良性脑肿瘤的风险，包括催乳素瘤和脑膜瘤。由于其潜在的有害影响和缺乏支持的益处，一些研究人员认为，除了抑制睾酮的目的外，孕激素通常不应用于或提倡在跨性别女性中使用，或仅应在有限的时间内使用（例如，2-3年内）。相反，其他研究人员认为，跨性别女性使用孕激素的风险可能很小，鉴于潜在的益处（尽管是假设的益处），应在需要时使用。一般来说，一些跨性别女性对孕激素的影响反应良好，而另一些则反应消极。
孕酮最常口服。然而，口服孕酮的生物利用度非常低，即使在高剂量下也只产生相对较弱的孕激素作用。与孕激素相一致，但与孕激素类相反，即使在高剂量下口服孕酮也对男性没有抗促性腺激素作用。孕酮也可以通过各种非肠道（非口服）途径服用，包括舌下、直肠和肌肉或皮下注射。这些途径没有口服孕酮的生物利用度和功效问题，因此可以产生相当大的抗促性腺激素和其他孕激素作用。由于吸收问题，透皮孕酮效果不佳。孕激素类通常口服。与孕酮相比，大多数孕激素类具有较高的口服生物利用度，并且可以通过口服产生完全的孕激素作用。一些孕激素类，例如醋酸甲羟孕酮和己酸羟孕酮，通过或可以通过肌肉内或皮下注射替代给药。几乎所有孕激素类，除地屈孕酮外，都具有抗促性腺激素作用。

### 杂项
催乳药如外周选择性D2受体拮抗剂和催乳素释放剂多潘立酮等催乳剂可在希望母乳喂养的跨性别女性中用于诱导泌乳。在成功之前，需要延长雌激素和孕激素联合治疗以使乳房的小叶泡组织成熟。有几篇关于跨性别女性哺乳和/或母乳喂养的报道。

## 相互作用
许多用于女性化激素治疗的药物，如雌二醇、醋酸环丙孕酮和比卡鲁胺，都是CYP3A4和其他细胞色素P450酶的底物。因此，CYP3A4和其他细胞色素P450酶的诱导剂，如卡马西平、苯巴比妥、苯妥英钠、利福平和貫葉連翹等，可能会降低这些药物的循环水平，从而降低它们的作用。相反，CYP3A4和其他细胞色素P450酶的抑制剂，如西咪替丁、克催瑪汝、葡萄柚汁、伊曲康唑、酮康唑和利托那韋等，可能会增加这些药物的循环水平，从而增加它们的作用。细胞色素P450诱导剂或抑制剂与女性化激素治疗同时使用可能需要调整药物剂量。

## 效果
跨性别女性激素治疗的影响范围取决于所使用的特定药物和剂量。无论如何，激素治疗对跨性别女性的主要影响是女性化和去男性化，具体如下： 
| 效果                                                                                        | 效果发生的预期时间 | 效果最大化的预期时间 | 激素治疗停止后的持久性 |
| ------------------------------------------------------------------------------------------- | ------------------ | -------------------- | ---------------------- |
| 乳腺发育和乳头/乳晕增大                                                                     | 2–6个月            | 1–3年                | 通过手术可逆           |
| 胡须/体毛变稀疏/生长减缓                                                                    | 4–12个月           | >3年                 | 可逆                   |
| 男性模式脱发的停止/逆转                                                                     | 1–3个月            | 1–2年                | 可逆                   |
| 皮肤变软/油质和痤疮减少                                                                     | 3–6个月            | 未知                 | 可逆                   |
| 脂肪组织以一种女性模式重新分布                                                              | 3–6个月            | 2–5年                | 可逆                   |
| 肌肉质量/力量下降                                                                           | 3–6个月            | 1–2年                | 可逆                   |
| 骨盆变宽和变圆                                                                              | 不明确             | 不明确               | 永久                   |
| 心境、情绪性和行为变化                                                                      | 不明确             | 不明确               | 可逆                   |
| 性冲动减少                                                                                  | 1–3个月            | 3–6个月              | 可逆                   |
| 自发性/夜间阴茎勃起减少                                                                     | 1–3个月            | 3–6个月              | 可逆                   |
| 勃起功能障碍和少精液症                                                                      | 1–3个月            | 多变                 | 可逆                   |
| 精子产量/生育能力下降                                                                       | 未知               | >3年                 | 可逆或永久             |
| 睾丸变小                                                                                    | 3–6个月            | 2–3年                | 未知                   |
| 阴茎变小                                                                                    | 无                 | 不存在               | 不存在                 |
| 前列腺变小                                                                                  | 不明确             | 不明确               | 不明确                 |
| 声音变化                                                                                    | 无                 | 不存在               | 不存在                 |
| 脚注和来源 脚注： 1. 2. 3. 4. 5. 6. 7. 8. 9. 来源： - 指导方针： - 报告/图书章节： - 研究： |                    |                      |                        |

### 身体变化

#### 乳房发育
乳房、乳頭和乳暈的发育差异很大，这取决于遗传、身体成分、GAHT起始年龄和许多其他因素。对于某些人来说，发育可能需要几年到近十年的时间。然而，许多跨性别女性报告称，在过渡期间，乳房通常会出现发育“停滞”或明显的乳房不对称。接受GAHT的跨性别女性通常比顺性别女性经历更少的乳房发育（特别是如果在年青成年后开始）。由于这个原因，许多人寻求隆胸或自体脂肪填充。选择缩胸的跨性别患者很少见。肩宽和胸腔的大小对乳房的可感知大小也有影响；在跨性别女性中，两者通常都较大，导致乳房成比例地缩小。因此，当跨性别女性选择隆胸时，使用的植入物往往比顺性别女性使用的更大。
在接受GAHT的跨性别女性中，与青春期的顺性别女性一样，乳腺导管和乳房悬韧带在雌激素的影响下发育。孕酮会导致乳囊（乳腺泡）发育，在正确的刺激下，跨性别女性可能会分泌乳汁。此外，HRT通常会使乳头对刺激更敏感。
跨性别女性的乳房发育在激素治疗开始后的两到三个月内开始，并持续长达两年。身体质量指数较高的跨性别女性的乳房发育似乎更好。因此，在激素治疗的早期阶段增加一些体重可能有利于较瘦跨性别女性的乳房发育。不同的雌激素，如戊酸雌二醇、结合雌激素和炔雌醇，似乎在跨性别女性乳房大小上的效果相同。突然停止雌激素治疗与溢乳（哺乳）有关。

#### 皮肤变化
皮肤的最上层，即角質層，变得更薄、更透明。结果，蜘蛛靜脈可能会出现或更明显。膠原蛋白减少，触觉增加。皮肤变得更柔软，更容易因抓挠或剃须而撕裂或受刺激，且由于黑色素略有减少，因此颜色略浅。
皮脂腺活动（由雄激素触发）变少，皮肤和頭皮上的油脂产生减少。因此，皮肤变得不太容易长粉刺。它也会变得更干燥，可能需要使用乳液或油。由于产生的油量较少，孔隙变得更小。许多大汗腺——一种汗腺——变得不活跃，体味减少，变得不那么刺激而变得温和。
随着皮下脂肪的积累，凹陷或脂肪团在大腿和臀部变得更加明显。这些区域的皮肤上可能会出现妊娠纹（扩张纹）。皮肤更容易曬傷，可能是因为皮肤较薄且色素较少。

#### 头发变化
抗雄激素仅轻微影响现有的面部毛发；患者可能会看到生长缓慢，密度和覆盖率有所降低。那些青春期过去不到十年和/或缺乏大量面部毛发的人可能会有更好的结果。服用抗雄激素的患者在电解和激光脱毛方面往往比不服用的患者有更好的效果。在十几岁或二十出头的患者中，如果睾酮水平在正常女性范围内，抗雄激素会阻止新的面部毛发发育。
随着时间的推移，體毛（胸部、肩膀、背部、腹部、臀部、大腿、手背和脚背）从末端（“正常”）毛发变成细小的金色毳毛。手臂、肛周和會陰部的毛发减少，但后两个区域可能不会变成毳毛（一些顺性别女性在这些区域也有毛发）。腋毛的质地和长度略有变化，陰毛在图案上变得更像典型女性。小腿毛变得不那么浓密。所有这些变化都在一定程度上取决于遗传因素。
头发的质地、卷曲和颜色可能会略有变化。以前秃顶的区域头发尤其可能发生再生长。眉毛不会改变，因为它们不是雄激素毛发。

#### 眼睛变化
眼睛晶状体的曲率发生变化。由于雄激素水平降低，瞼板腺（上下眼睑边缘张开的皮脂腺）产生的油脂较少。因为油会阻止泪膜蒸发，所以这种变化可能会导致眼睛干涩。

#### 脂肪变化
脂肪组织的分布在数月和数年内缓慢变化。HRT导致身体以典型的女性模式积累新的脂肪，包括臀部、大腿、臀部、耻骨、上臂和乳房。身体开始燃烧腰部、肩部和背部的旧脂肪组织，使这些区域变小。
臉頰和嘴唇的皮下脂肪增加，使脸看起来更圆，随着脸颊下部的填充，下巴不再那么突出。

#### 骨骼/骨架变化
如果在早期开始雌激素治疗，可能会出现臀部变宽。

#### 不受影响的特征
GAHT不会逆转青春期已经确立的骨骼变化。因此，除上述原因外，它不会影响身高，手臂、腿、手和脚的长度，或肩膀和肋骨。然而，骨骼形状的细节在一生中都会发生变化，骨骼在雄激素的影响下变得更重、雕刻得更深，而GAHT确实阻止了这种变化的进一步发展。
对于已经发生骨骺闭合（骨骼末端融合及闭合，防止进一步延伸）的个体，髋部的宽度不受影响。这发生在大多数18到25岁之间的人身上。无论是否发生骨骺闭合，GAHT都不能逆转已经确定的臀部形状变化。有研究表明，只有在青春期早期进行青春期阻滞疗法/HRT的人，其（髋骨）骨骼与其认同性别相接近，如果是青春期晚期，则骨骼形状与指派性别相差不大。
面部骨骼结构的既定变化也不受HRT的影响。绝大多数颅面变化发生在青春期。相比之下，青春期后的成长要慢得多，而且细微。同样不受影响的是甲狀軟骨（喉结）的突出。这些变化可以通过手术逆转（分别是面部女性化手术和喉结缩小术）。
在青春期，声音音调变低，变得更加洪亮。这些更改是永久性的，不受GAHT的影响，可以通过声音手术部分逆转。通过语音治疗也可以获得更女性化的声音。
面部毛发在青春期发育，仅受GAHT轻微影响。然而，它可以通过激光脱毛几乎永久消除，或通过电解永久消除。

### 心理变化
女性化激素疗法的心理影响比身体变化更难定义。因为激素治疗通常是性别转换的第一步，开始它的行为具有显着的心理影响，这很难与激素引起的变化区分开来。

#### 情绪变化
跨性别女性的激素治疗会改变情绪和幸福感。

#### 性变化
一些跨性别女性报告性欲显著降低，具体取决于抗雄激素的剂量。少数术后跨性别女性服用低剂量的睾酮来提高她们的性欲。增加雌激素的剂量或添加孕激素会提高一些跨性别女性的性欲。
自发和晨勃的频率显著降低，尽管一些进行了睾丸切除术的患者仍会出现晨勃。自愿性勃起是可能的或不能的，这取决于所服用的激素和/或抗雄激素的量。
尚未研究且难以估计管理长期激素治疗的方案，因为尚未有关于长期使用激素治疗的研究。然而，根据目前对性腺激素在顺性别男性和女性性功能影响的了解，可以推测这些疗法对跨性别者的效果。
首先，如果要在女性化的性别转变中降低睾酮，很可能会抑制性欲和性唤起；或者，已在一些对顺性别女性的研究中发现，如果高剂量的雌激素对性欲产生负面影响，则可假设雄激素与高水平的雌激素结合会加剧这种结果。不幸的是，迄今为止还没有任何随机临床试验研究跨性别激素治疗的类型和剂量之间的关系，因此它们之间的关系仍不清楚。通常，女性化性别转变使用的雌激素比绝经后妇女HRT的推荐剂量高2至3倍。药代动力学研究表明，这些增加的剂量服用后可能会导致血浆雌二醇峰值更高；但是，长期副作用尚未研究，并且该途径的安全性尚不清楚。
与任何药物或激素疗法一样，存在潜在的副作用，在跨性别激素疗法的情况下则是包括性功能的变化。它们能够通过各种副作用直接或间接地显著影响性功能，例如脑血管疾病、肥胖和情绪波动。此外，一些研究发现女性化激素治疗后会出现糖尿病，这会损害性反应。无论个人及其医生选择采取何种途径，同时考虑激素治疗的医疗风险以及患者的心理需求很重要。

#### 大脑变化
几项研究发现，跨性别女性的激素治疗会导致大脑结构向女性方向改变。此外，研究发现，跨性别女性的激素治疗会导致认知任务的表现，包括视觉空间、语言记忆和语言流畅度，向更女性化的方向转变。

### 不利影响

#### 心血管影响
跨性别女性最显著的心血管风险是雌激素的凝血作用。最明显地表现为静脉血栓（VTE）的风险增加：深静脉血栓（DVT）和肺栓塞（PE）的形成，后者由DVT的血凝块脱落并迁移到肺部时形成。DVT的症状包括一条腿的疼痛或肿胀，尤其是小腿。PE的症状包括胸痛、气短、暈厥和心悸，有时不伴有腿痛或腿胀。
VTE更常发生在雌激素治疗的第一年。口服非生物相同的雌激素（如炔雌醇和结合雌激素）的VTE风险高于通过注射、透皮、植入和鼻内等途径的非肠道雌二醇制剂。VTE风险也随着患者年龄和吸烟因素的增加而增加，因此许多临床医生建议吸烟者和40岁以上患者中使用更安全的雌激素制剂。此外，孕激素会增加VTE风险，并且风险随雌激素和孕激素剂量而增加。肥胖也会增加VTE的风险。雌激素增加VTE的风险被认为是由于它们对肝脏蛋白质合成，特别是对凝血因子产生的影响。与雌二醇相比，非生物相同的雌激素，例如结合雌激素，尤其是炔雌醇，对肝脏蛋白质合成的影响程度较生物相同的雌激素明显不成比例。此外，口服雌二醇对肝脏蛋白质合成的影响比经皮或其他非肠道雌二醇途径增加4到5倍。
由于华法林（用于治疗血栓）在相对年轻且健康的人群中风险较低，而未经治疗的跨性别患者产生不良生理和心理后果的风险很高，因此血栓前突变（如第五凝血因子莱顿突变，抗凝血酶III和蛋白质C或S缺乏症）不是激素治疗的绝对禁忌症。
美国2018年一项对2842名跨女个体进行的群组研究，平均随访时间为4.0年，观察到与顺性别参考人群相比，VTE、中風和心肌梗死发作的风险增加。使用的雌激素包括口服雌二醇（1至10 mg/天）和其他雌激素制剂。其他药物，例如螺内酯等抗雄激素药物也有使用。
2019年一项系統綜述和元分析发现，跨性别女性接受女性化激素治疗后，VTE的发病率为每1000人年2.3人。相比之下，一般人群的发病率为每1000人年1.0-1.8人，而服用避孕药的绝经前妇女的发病率为每1000人年3.5人。纳入研究中的VTE发生率存在显著异质性，元分析无法在雌激素类型、途径、剂量、同时使用抗雄激素或孕激素，或对应于已知VTE危险因素的患者特征（例如，性别、年龄、吸烟状况、体重）之间进行亚组分析。由于纳入了一些使用炔雌醇（更容易形成血栓，已不再用于跨性别女性）的研究，研究人员指出，其中的VTE风险可能被高估了。
2016年一项专门评估口服雌二醇的研究，在676名平均接受1.9年治疗的跨性别女性中，VTE的发生率仅为一人，组发生率0.15%，每10,000人年7.8起。使用的口服雌二醇剂量为2至8 mg/天。几乎所有跨性别女性也服用螺内酯（94%），一小部分人服用非那雄胺（17%），不到5%的人还服用孕激素（通常是口服孕酮）。这项研究的结果表明，口服雌二醇的跨性别女性VTE发生率较低。
最近亦有对跨性别女性心血管健康的综述。

#### 胃肠道影响
雌激素可能会增加膽囊疾病的风险，尤其是在老年人和肥胖人群中。还可能表现出肝毒性，增加转氨酶水平，尤其是在口服时。

#### 代谢变化
患者的基础代谢率可能会发生变化，从而导致体重和能量水平的增减、睡眠模式及温度敏感性的改变。雄激素剥夺会导致新陈代谢减慢及肌张力下降。需要更多的锻炼才能增加肌肉。添加孕激素可能会提高耗能水平，尽管它也可能会增加食欲。

#### 骨骼变化
对所有人来说，为了维持骨骼健康，雌激素和雄激素都是必需的。健康的年轻女性每月会产生约10 mg睾酮，而男性较高的骨矿物质密度与较高的血清雌激素水平有关。雌激素和睾酮都有助于刺激骨骼形成，尤其是在青春期。雌激素是减缓骨质流失的主要性激素，与性别无关。

#### 癌症风险
关于跨性别女性接受激素治疗是否会增加乳腺癌风险的研究参差不齐。两项群组研究发现，与顺性别男性相比风险没有增加，而另一项群组研究发现风险增加了近50倍，因此乳腺癌的发病率介于顺性别男性和顺性别女性之间。没有证据表明跨性别女性罹患乳腺癌的风险高于顺性别女性。截至2019年，已有20例跨性别女性罹患乳腺癌的报告。
在患有男性乳腺发育的顺性别男性中，尚未发现患乳腺癌的风险增加。有人提出，相比于46,XX核型（两条X染色體），46,XY核型（一条X染色体和一条Y染色體）可能更能抵御乳腺癌。患有克氏综合征（47，XXY核型）的男性会导致雄激素缺乏症、雌激素过多症和非常高的男性乳腺发育发生率（80%），与核型男性（46,XY）相比，患乳腺癌的风险显著增加（20至58倍），更接近核型女性（46,XX）的水平。核型男性、克氏综合征男性和核型女性的乳腺癌发病率分别约为0.1%、3%和12.5%。患有完全雄激素不敏感综合征（46，XY核型）的女性从未出现男性性征，且具有完整正常的女性形态，包括乳房发育，也尚未有报道患乳腺癌。特纳综合征（45，XO核型）女性患乳腺癌的风险似乎也显著降低，但这可能与卵巢衰竭和性腺功能减退，而不是与遗传有关。
在已切除性腺长期接受雌激素治疗的跨性别女性中，前列腺癌极为罕见。尽管多达70%的男性在80多岁时出现前列腺癌，文献仅报道了少数跨性别女性罹患前列腺癌的案例。因此，根据雄激素导致前列腺癌发展的事实，GAHT似乎对跨性别女性的前列腺具有高度保护作用。
跨性别女性接受激素治疗会增加某些类型的良性脑肿瘤（包括脑膜瘤和催乳素瘤）风险。这些风险主要与醋酸环丙孕酮的使用有关。
雌激素和孕激素可引起催乳素瘤，这是一种良性的、分泌催乳素的垂体肿瘤。乳头溢乳可能是催乳素水平升高的标志。如果催乳素瘤足够大，将导致视觉变化（尤其是周边视力下降）、頭痛、抑郁或其他情绪变化、頭暈、恶心、呕吐和垂体功能衰竭的症状，如甲狀腺機能低下症。

## 监测
在女性化激素治疗的早期阶段，尤其应经常进行血液检查以评估激素水平和肝功能。内分泌学会建议患者在HRT的第一年中，每三个月进行一次血液检查，以检测雌二醇和睾酮；如果使用螺内酯，则在第一年中每两到三个月监测一次。总雌二醇和总睾酮水平包括（但不限于）以下推荐范围：
| 来源                                | 位于   | 总雌二醇 | 总睾酮 | 参考                            |
| ----------------------------------- | ------ | --- | --- | ------------------------------- |
| 内分泌学会                          | 美国   | 100–200 pg/mL | <50 ng/dL | [ 13 ]                          |
| 世界跨性别人士健康专业协会（WPATH） | 美国   | “[T]雄激素水平[...]低于正常女性范围上限，雌二醇水平在绝经前女性范围内，但远低于超生理水平。”“[M]维持患者所需性别表达的生理范围内的水平（基于完全女性化/男性化的目标）。”                                                                    | “[T]雄激素水平[...]低于正常女性范围上限，雌二醇水平在绝经前女性范围内，但远低于超生理水平。”“[M]维持患者所需性别表达的生理范围内的水平（基于完全女性化/男性化的目标）。”                                                                    | [ 8 ]                           |
| 跨性别健康卓越中心（UCSF）          | 美国   | “对跨性别者激素水平的解释尚无证据基础；非跨性别者的生理激素水平用作参考。” “鼓励提供者咨询他们当地的实验室，以获得‘男性’和‘女性’的激素参考水平，[范围可能会有所不同]，然后再根据激素性别应用正确的范围解释当前的结果，而不是登记时的性别。” | “对跨性别者激素水平的解释尚无证据基础；非跨性别者的生理激素水平用作参考。” “鼓励提供者咨询他们当地的实验室，以获得‘男性’和‘女性’的激素参考水平，[范围可能会有所不同]，然后再根据激素性别应用正确的范围解释当前的结果，而不是登记时的性别。” | [ 3 ]                           |
| 芬威健康                            | 美国   | 100–200 pg/mL | <55 ng/dL | [ 358 ]                         |
| 卡伦洛德                            | 美国   | “一些指南建议在雌激素治疗的基线和整个监测过程中检查雌二醇和睾酮水平。我们还没有发现常规激素水平的临床用途可以证明费用是合理的。然而，我们认识到，个别提供者可能会根据需要或在患者需要的指导下调整他们的处方和监测做法。”                    | “一些指南建议在雌激素治疗的基线和整个监测过程中检查雌二醇和睾酮水平。我们还没有发现常规激素水平的临床用途可以证明费用是合理的。然而，我们认识到，个别提供者可能会根据需要或在患者需要的指导下调整他们的处方和监测做法。”                    | [ 359 ]                         |
| 国际计划生育联合会（IPPF）          | 英国   | <200 pg/mL | 30–100 ng/dL | [ 360 ]                         |
| 國民保健署（NHS）基金会信托         | 英国   | 55–160 pg/mL | 30–85 ng/dL | [ 361 ] [ 362 ] [ 363 ] [ 364 ] |
| 英國皇家精神科醫學院（RCP）         | 英国   | 80–140 pg/mL | “远低于正常男性范围” | [ 14 ]                          |
| 温哥华沿海卫生（VCH）               | 加拿大 | ND | <45 ng/dL | [ 5 ]                           |

雌激素的最佳范围仅适用于服用雌二醇（或雌二醇酯）的个体，不适用于服用合成或其他非生物同质制剂（例如结合型雌激素或炔雌醇）的个体。
医生也建议进行更广泛的医疗监测，包括全血细胞计数，肾功能、肝功能、脂质和葡萄糖代谢检查，及监测催乳素水平、体重和血压。
如果催乳素水平大于100 ng/mL，则应停止雌激素治疗，并在6至8周后重新检查催乳素水平。如果催乳素水平仍然很高，则应对垂体进行MRI扫描，以检查是否存在催乳素瘤。否则，可以以较低剂量重新开始雌激素治疗。醋酸环丙孕酮与催乳素水平升高尤其相关，停用醋酸环丙孕酮会降低催乳素水平。与醋酸环丙孕酮相比，雌激素和螺内酯治疗与催乳素水平升高无关。

## 历史
有效的女性性激素药物，包括雄激素、雌激素和孕激素，在1920年代和1930年代首次面世。丹麦内分泌学家Christian Hamburger于1953年发表了对跨性别女性进行激素治疗的最早报告之一。他的一位病人是克里斯汀·约根森（Christine Jorgensen），他从1950年开始开始治疗。Hamburger、德裔美国内分泌学家哈里·本杰明（Harry Benjamin）和其他研究人员在1960年代中后期发表了关于跨性别女性激素治疗的其他报告。然而，到1950年代后期，本杰明就有数百名跨性别患者，早在1940年代末或1950年代初，他就为跨性别女性提供激素治疗。无论如何，Hamburger据说是第一位用激素疗法治疗跨性别女性的人。
首批跨性别诊所之一由约翰斯·霍普金斯大学医学院于1960年代中期设立。到1981年，已有近40个这样的中心。当年发表了其中20个中心激素治疗方案的综述。由克里斯托弗·约翰·杜赫斯特（Christopher John Dewhurst）主持的第一届性别认同国际研讨会（International Symposium on Gender Identity）于1969年在伦敦举行，而約翰斯·霍普金斯大學出版社于1969年出版了第一本关于跨性别主义的医学教科书，题为《跨性别主义和性别重置》（Transsexualism and Sex Reassignment），由理查德·格林（Richard Green）和约翰·曼尼（John Money）编辑。这本教科书包括一章由哈里·本杰明和Christian Hamburger撰写的激素治疗章节。哈里·本杰明国际性别焦虑症协会（HBIGDA），现称为世界跨性别人士健康专业协会（WPATH），于成立1979年，同年发布了第一版护理标准。内分泌学会于2009年发布了跨性别者荷尔蒙护理指南，并于2017年发布了修订版。
跨性别女性的激素治疗最初是使用高剂量雌激素，口服雌激素如結合型雌激素、炔雌醇和己烯雌酚，以及肠外雌激素如苯甲酸雌二醇、戊酸雌二醇、环戊丙酸雌二醇和十一烷酸雌二醇。有时还包括孕激素，例如己酸羟孕酮和醋酸甲羟孕酮。抗雄激素和孕激素醋酸环丙孕酮于1977年首次用于跨性别女性。螺内酯是另一种抗雄激素，于1986年首次用于跨性别女性。到1990年代初，抗雄激素已在跨性别女性的激素治疗中得到广泛应用。引入抗雄激素后，跨性别女性的雌激素剂量减少了。炔雌醇、结合雌激素和其他非生物相同的雌激素从2000年左右开始停止用于跨性别女性，转而使用雌二醇，因为它们有更大的血栓和心血管风险。

## 扩展阅读
- Gooren LJ, Giltay EJ, Bunck MC. . J. Clin. Endocrinol. Metab. 2008-01, 93 (1): 19–25. PMID 17986639. doi:10.1210/jc.2007-1809 .
- Gooren LJ. . N. Engl. J. Med. 2011-03, 364 (13): 1251–7. PMID 21449788. doi:10.1056/NEJMcp1008161.
- Wierckx K, Gooren L, T'Sjoen G. . J Sex Med. 2014, 11 (5): 1240–7. PMID 24618412. doi:10.1111/jsm.12487.
- Fabris B, Bernardi S, Trombetta C. . J. Endocrinol. Invest. 2015-03, 38 (3): 269–82. PMID 25403429. S2CID 207503049. doi:10.1007/s40618-014-0186-2.
- Tangpricha V, den Heijer M. . Lancet Diabetes Endocrinol. 2017-04, 5 (4): 291–300. PMC 5366074 . PMID 27916515. doi:10.1016/S2213-8587(16)30319-9.
- Unger CA. . Transl Androl Urol. 2016-12, 5 (6): 877–884. PMC 5182227 . PMID 28078219. doi:10.21037/tau.2016.09.04.
- Wesp LM, Deutsch MB. . Psychiatr. Clin. North Am. 2017-03, 40 (1): 99–111. PMID 28159148. doi:10.1016/j.psc.2016.10.006.